# Chafariz das Cinco Bicas

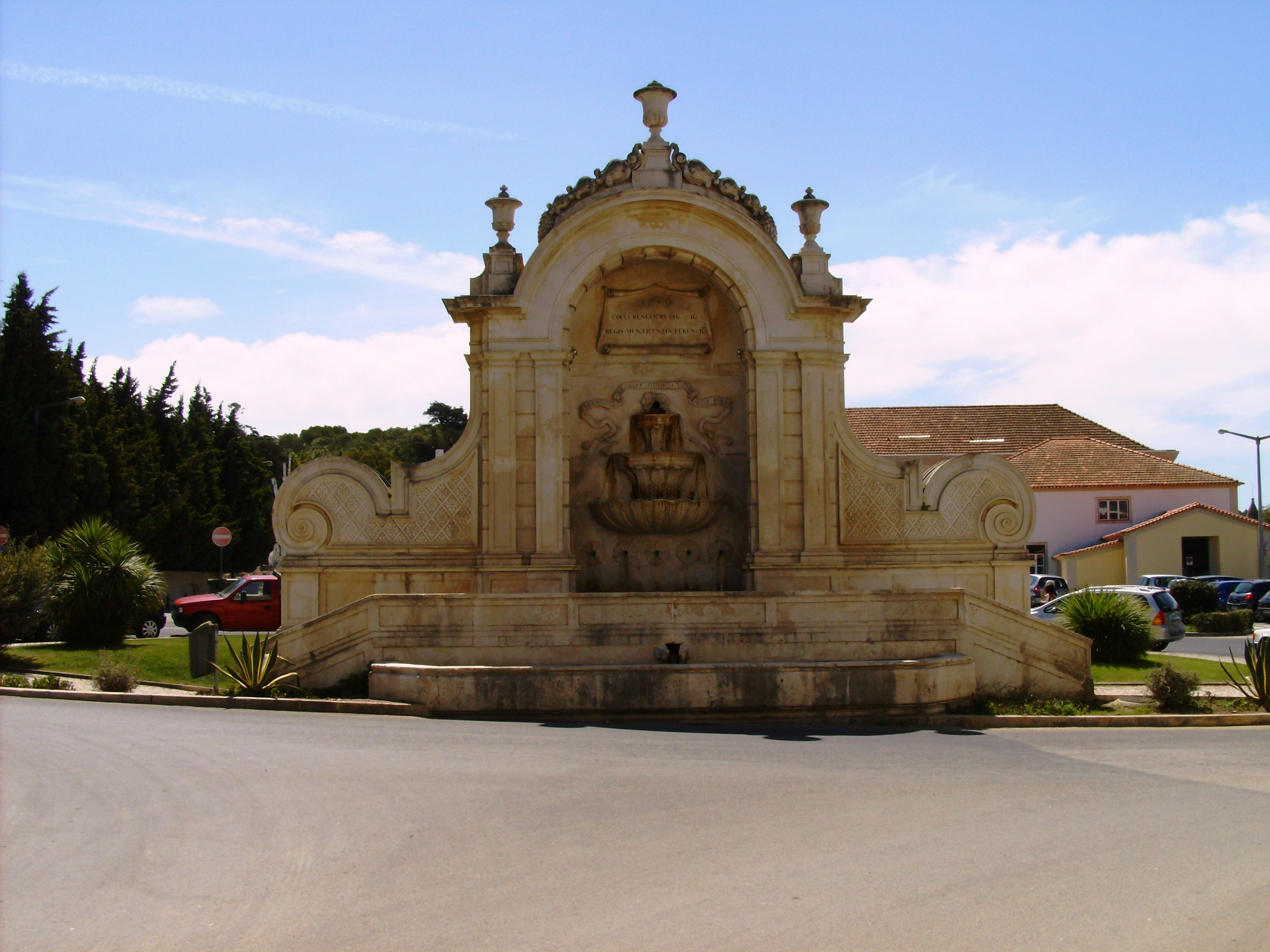
Chafariz das Cinco Bicas, Caldas da Rainha.

O Chafariz das Cinco Bicas localiza-se na freguesia de Nossa Senhora do Pópulo, Coto e São Gregório, na cidade e no município de Caldas da Rainha, Distrito de Leiria, em Portugal.
Encontra-se classificado como Imóvel de Interesse Público desde 1982.

## História
Trata-se de um  chafariz, datado de 1748, o último dos três edificados à época nas Caldas. Destaca-se por ser o mais imponente dos três, quer pelas dimensões quer pelo aparato das volutas e das bacias de onde a água escorre, em cascata.
Se os demais chafarizes apresentavam uma bica cada um, este, como o nome indica, dispõe de cinco, alinhadas sob a taça inferior.
De acordo com as inscrições epigráficas nos espaldares destes equipamentos, as bicas são uma alusão às sete plêiades, filhas de Atlas e da oceânide Plêione, retomando, assim, uma temática da mitologia clássica, como habitual na iconografia barroca presente em arquitecturas relacionadas com a água.
Foi objeto de reforma em 1908 dirigida pelo Instituto Português do Património Arquitectónico (IPPAR).

## Galeria

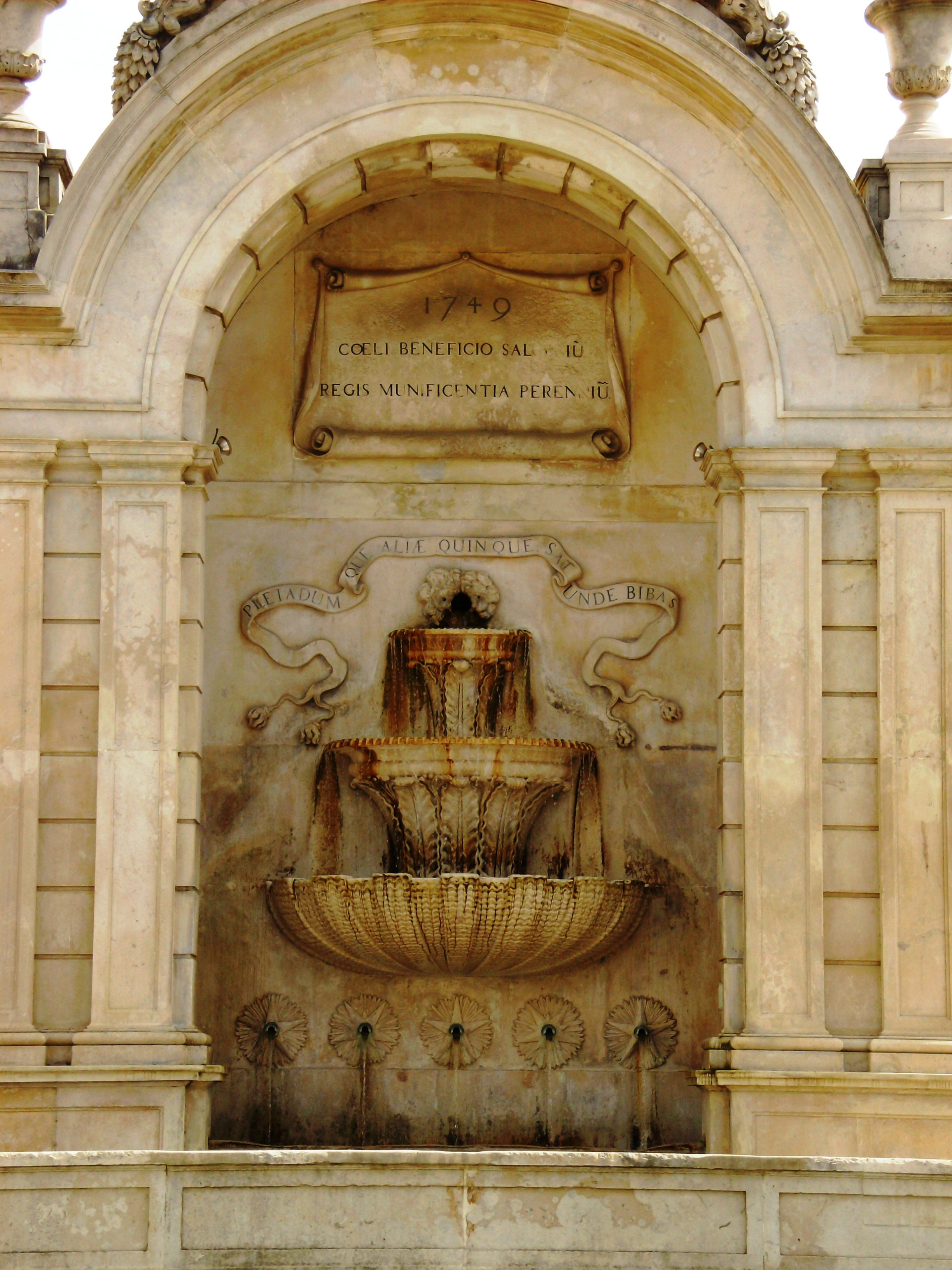
Detalhe
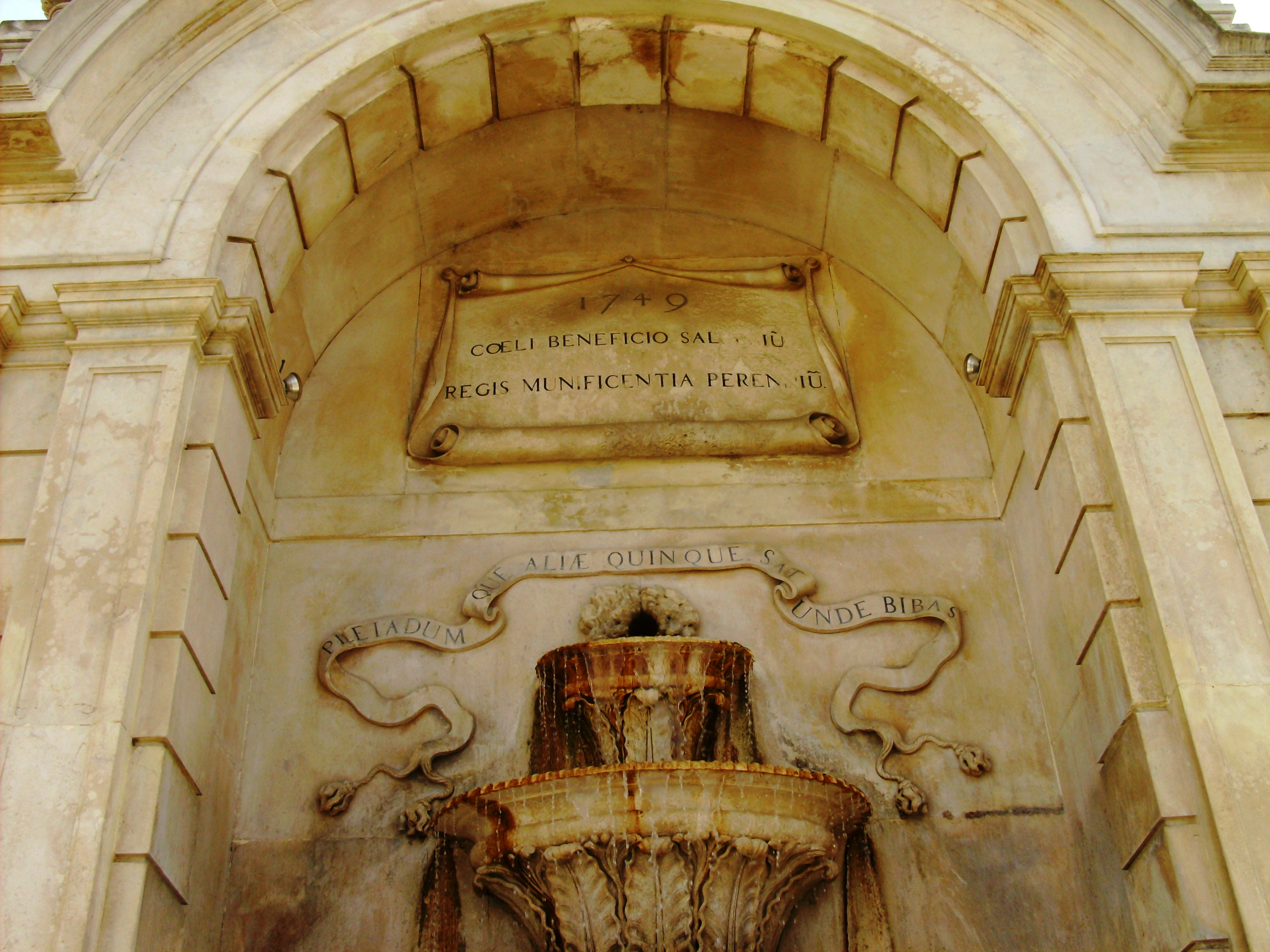
Epigrafias
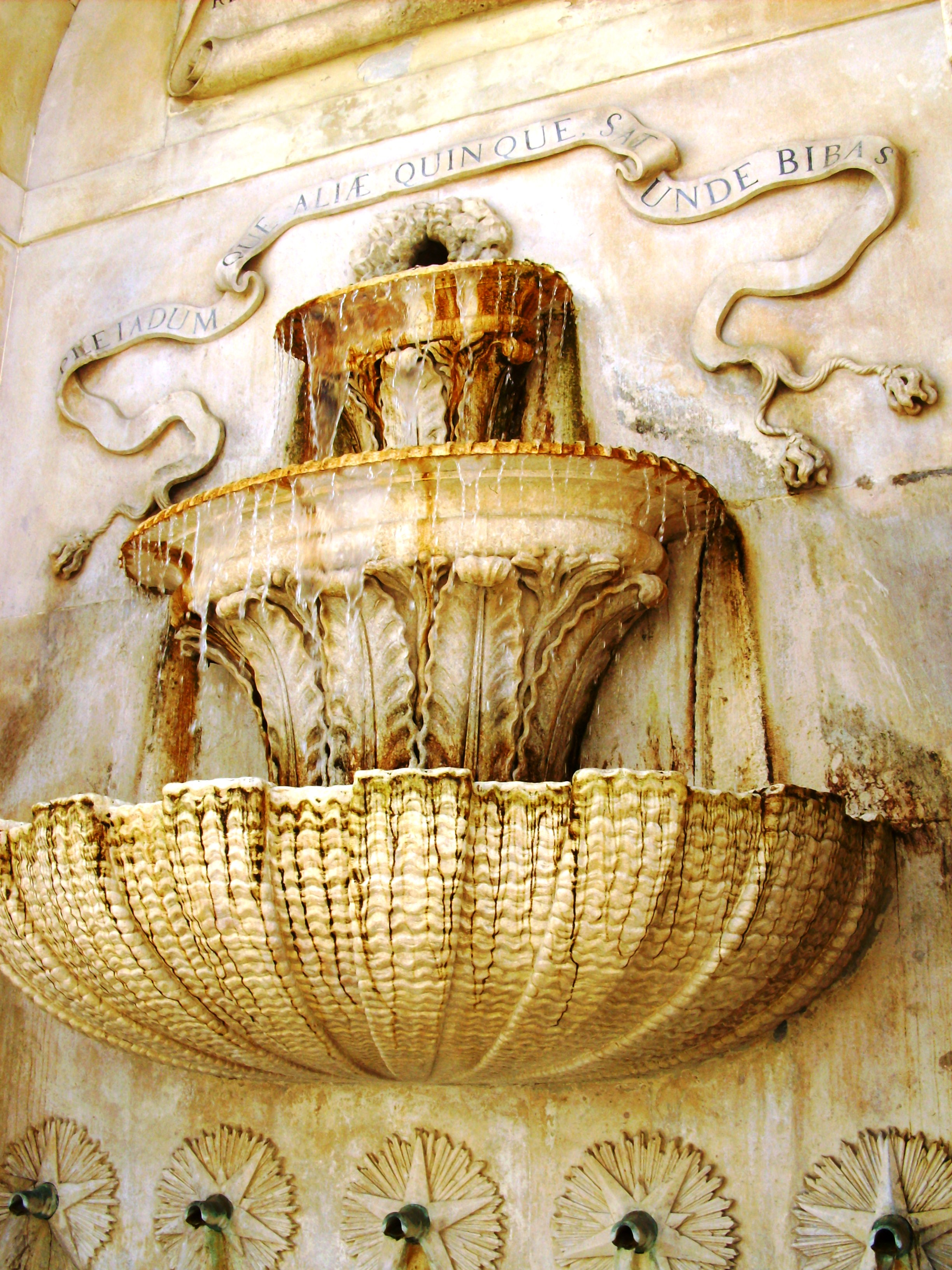
Taça e bicas
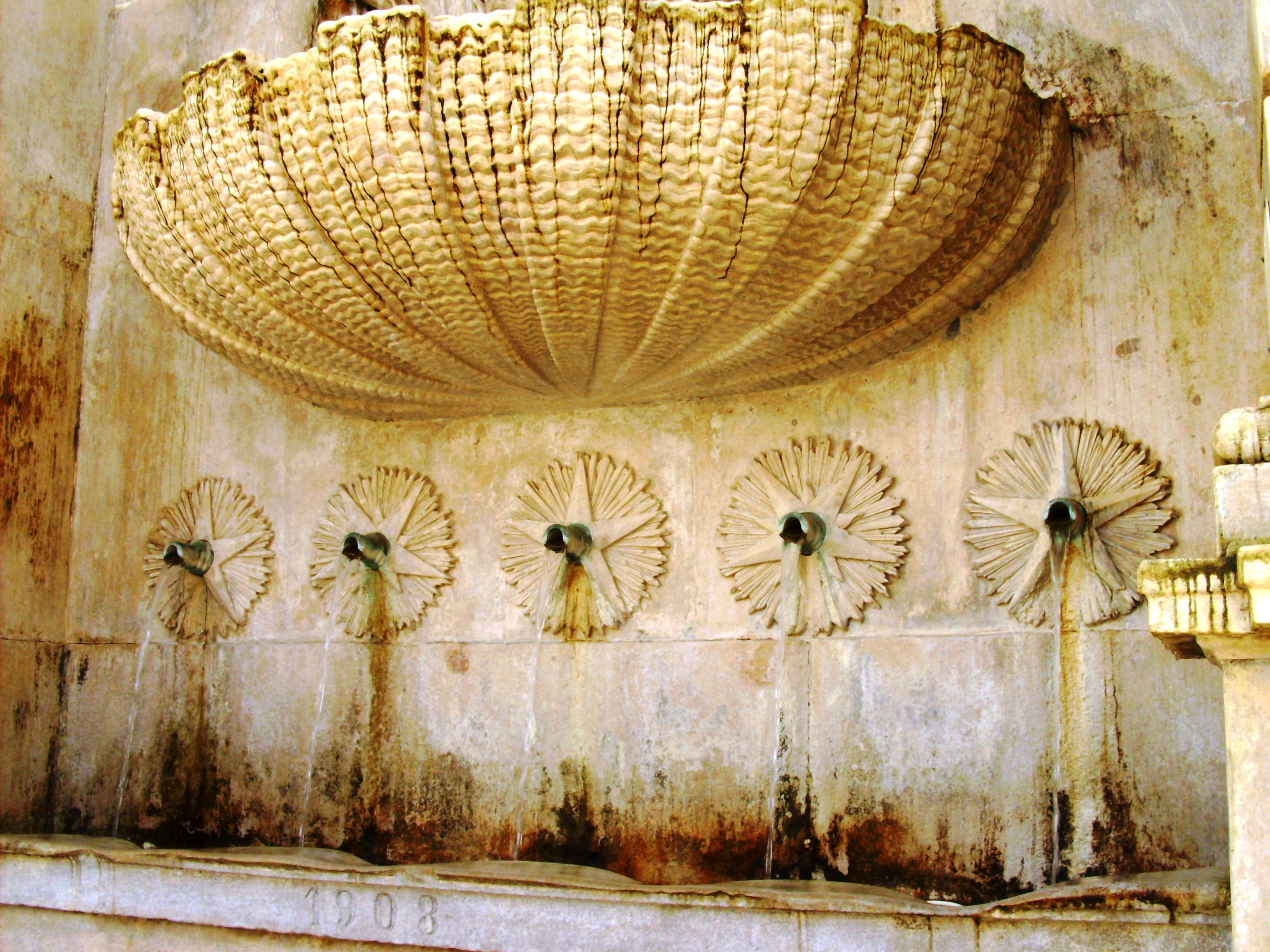
Inscrição de 1908